# Houcine Abassi
Pour les articles homonymes, voir Abassi (homonymie).
Houcine Abassi (arabe : حسين العباسي), né le 19 août 1947 à Sbikha, est un syndicaliste tunisien, secrétaire général de l'Union générale tunisienne du travail (UGTT) de 2011 à 2017. 
L'UGTT est l'une des composantes du quartet du dialogue national qui obtient le prix Nobel de la paix 2015 pour son succès dans la mission qui a abouti à la tenue des élections présidentielles et législatives ainsi qu'à la ratification de la nouvelle Constitution en 2014.

## Biographie
Né en 1947 à Sbikha, Houcine Abassi commence sa carrière professionnelle en tant qu'instituteur, avant d'être promu au poste de conseiller pédagogique de l'enseignement secondaire en 1973.
Il rejoint les rangs de l'Union générale tunisienne du travail (UGTT) en 1973 et y occupe plusieurs postes, tant à l'échelle régionale que nationale, :
- 1983 : membre du syndicat général des surveillants ;
- 1997 : membre de l'Union régionale du travail à Kairouan ;
- 2002 : secrétaire général de l'Union régionale du travail à Kairouan ;
- 2006 : membre du bureau exécutif chargé de la législation et du département des études ;
- 2011 : 13e secrétaire général de l'UGTT[4] à l'issue des travaux du 22e congrès, succédant alors à Abdessalem Jerad.

Il est par ailleurs membre permanent du bureau exécutif de la Confédération syndicale internationale et président de la Confédération syndicale arabe. 
En tant que secrétaire général de l'UGTT, il est l'un des artisans du dialogue national qui a sorti la Tunisie d’une profonde crise politique et remis le pays sur les rails de la transition démocratique. Il cède sa place à Noureddine Taboubi en 2017.

## Vie privée
Houcine Abassi est marié et père de quatre enfants.

## Distinctions
- Grand officier de l'Ordre de la République tunisienne[8],[9] ;
- Commandeur de la Légion d'honneur[10],[11] ;
- Prix allemand pour l'Afrique[12] ;
- Prix de l'équité[13] ;
- Docteur honoris causa de l'université Dōshisha[14] ;
- Docteur honoris causa de l'université Paris-Dauphine[15],[16].

## Publications
- (ar) تونس و الفرص المهدورة [« Tunisie, les opportunités dilapidées »], Tunis, Nirvana,‎ 2023[17].